# Mycomya ochracea
Mycomya ochracea är en tvåvingeart som beskrevs av Freeman 1951. Mycomya ochracea ingår i släktet Mycomya och familjen svampmyggor. Inga underarter finns listade i Catalogue of Life.